# 1565
Portal Geschichte | Portal Biografien | Aktuelle Ereignisse | Jahreskalender | Tagesartikel

◄ |
15. Jahrhundert |
16. Jahrhundert
| 17. Jahrhundert | ►

◄ |
1530er |
1540er |
1550er |
1560er
| 1570er | 1580er | 1590er | ►

◄◄ |
◄ |
1561 |
1562 |
1563 |
1564 |
1565
| 1566 | 1567 | 1568 | 1569 | ► | ►►
Staatsoberhäupter  · Nekrolog   · Musikjahr
| Januar | Januar | Januar | Januar | Januar | Januar | Januar | Januar |
| Kw     | Mo     | Di     | Mi     | Do     | Fr     | Sa     | So     |
| ------ | ------ | ------ | ------ | ------ | ------ | ------ | ------ |
| 1      | 1      | 2      | 3      | 4      | 5      | 6      | 7      |
| 2      | 8      | 9      | 10     | 11     | 12     | 13     | 14     |
| 3      | 15     | 16     | 17     | 18     | 19     | 20     | 21     |
| 4      | 22     | 23     | 24     | 25     | 26     | 27     | 28     |
| 5      | 29     | 30     | 31     |        |        |        |        |

| Februar | Februar | Februar | Februar | Februar | Februar | Februar | Februar |
| Kw      | Mo      | Di      | Mi      | Do      | Fr      | Sa      | So      |
| ------- | ------- | ------- | ------- | ------- | ------- | ------- | ------- |
| 5       |         |         |         | 1       | 2       | 3       | 4       |
| 6       | 5       | 6       | 7       | 8       | 9       | 10      | 11      |
| 7       | 12      | 13      | 14      | 15      | 16      | 17      | 18      |
| 8       | 19      | 20      | 21      | 22      | 23      | 24      | 25      |
| 9       | 26      | 27      | 28      |         |         |         |         |

| März | März | März | März | März | März | März | März |
| Kw   | Mo   | Di   | Mi   | Do   | Fr   | Sa   | So   |
| ---- | ---- | ---- | ---- | ---- | ---- | ---- | ---- |
| 9    |      |      |      | 1    | 2    | 3    | 4    |
| 10   | 5    | 6    | 7    | 8    | 9    | 10   | 11   |
| 11   | 12   | 13   | 14   | 15   | 16   | 17   | 18   |
| 12   | 19   | 20   | 21   | 22   | 23   | 24   | 25   |
| 13   | 26   | 27   | 28   | 29   | 30   | 31   |      |

| April | April | April | April | April | April | April | April |
| Kw    | Mo    | Di    | Mi    | Do    | Fr    | Sa    | So    |
| ----- | ----- | ----- | ----- | ----- | ----- | ----- | ----- |
| 13    |       |       |       |       |       |       | 1     |
| 14    | 2     | 3     | 4     | 5     | 6     | 7     | 8     |
| 15    | 9     | 10    | 11    | 12    | 13    | 14    | 15    |
| 16    | 16    | 17    | 18    | 19    | 20    | 21    | 22    |
| 17    | 23    | 24    | 25    | 26    | 27    | 28    | 29    |
| 18    | 30    |       |       |       |       |       |       |

| Mai | Mai | Mai | Mai | Mai | Mai | Mai | Mai |
| Kw  | Mo  | Di  | Mi  | Do  | Fr  | Sa  | So  |
| --- | --- | --- | --- | --- | --- | --- | --- |
| 18  |     | 1   | 2   | 3   | 4   | 5   | 6   |
| 19  | 7   | 8   | 9   | 10  | 11  | 12  | 13  |
| 20  | 14  | 15  | 16  | 17  | 18  | 19  | 20  |
| 21  | 21  | 22  | 23  | 24  | 25  | 26  | 27  |
| 22  | 28  | 29  | 30  | 31  |     |     |     |

| Juni | Juni | Juni | Juni | Juni | Juni | Juni | Juni |
| Kw   | Mo   | Di   | Mi   | Do   | Fr   | Sa   | So   |
| ---- | ---- | ---- | ---- | ---- | ---- | ---- | ---- |
| 22   |      |      |      |      | 1    | 2    | 3    |
| 23   | 4    | 5    | 6    | 7    | 8    | 9    | 10   |
| 24   | 11   | 12   | 13   | 14   | 15   | 16   | 17   |
| 25   | 18   | 19   | 20   | 21   | 22   | 23   | 24   |
| 26   | 25   | 26   | 27   | 28   | 29   | 30   |      |

| Juli | Juli | Juli | Juli | Juli | Juli | Juli | Juli |
| Kw   | Mo   | Di   | Mi   | Do   | Fr   | Sa   | So   |
| ---- | ---- | ---- | ---- | ---- | ---- | ---- | ---- |
| 26   |      |      |      |      |      |      | 1    |
| 27   | 2    | 3    | 4    | 5    | 6    | 7    | 8    |
| 28   | 9    | 10   | 11   | 12   | 13   | 14   | 15   |
| 29   | 16   | 17   | 18   | 19   | 20   | 21   | 22   |
| 30   | 23   | 24   | 25   | 26   | 27   | 28   | 29   |
| 31   | 30   | 31   |      |      |      |      |      |

| August | August | August | August | August | August | August | August |
| Kw     | Mo     | Di     | Mi     | Do     | Fr     | Sa     | So     |
| ------ | ------ | ------ | ------ | ------ | ------ | ------ | ------ |
| 31     |        |        | 1      | 2      | 3      | 4      | 5      |
| 32     | 6      | 7      | 8      | 9      | 10     | 11     | 12     |
| 33     | 13     | 14     | 15     | 16     | 17     | 18     | 19     |
| 34     | 20     | 21     | 22     | 23     | 24     | 25     | 26     |
| 35     | 27     | 28     | 29     | 30     | 31     |        |        |

| September | September | September | September | September | September | September | September |
| Kw        | Mo        | Di        | Mi        | Do        | Fr        | Sa        | So        |
| --------- | --------- | --------- | --------- | --------- | --------- | --------- | --------- |
| 35        |           |           |           |           |           | 1         | 2         |
| 36        | 3         | 4         | 5         | 6         | 7         | 8         | 9         |
| 37        | 10        | 11        | 12        | 13        | 14        | 15        | 16        |
| 38        | 17        | 18        | 19        | 20        | 21        | 22        | 23        |
| 39        | 24        | 25        | 26        | 27        | 28        | 29        | 30        |

| Oktober | Oktober | Oktober | Oktober | Oktober | Oktober | Oktober | Oktober |
| Kw      | Mo      | Di      | Mi      | Do      | Fr      | Sa      | So      |
| ------- | ------- | ------- | ------- | ------- | ------- | ------- | ------- |
| 40      | 1       | 2       | 3       | 4       | 5       | 6       | 7       |
| 41      | 8       | 9       | 10      | 11      | 12      | 13      | 14      |
| 42      | 15      | 16      | 17      | 18      | 19      | 20      | 21      |
| 43      | 22      | 23      | 24      | 25      | 26      | 27      | 28      |
| 44      | 29      | 30      | 31      |         |         |         |         |

| November | November | November | November | November | November | November | November |
| Kw       | Mo       | Di       | Mi       | Do       | Fr       | Sa       | So       |
| -------- | -------- | -------- | -------- | -------- | -------- | -------- | -------- |
| 44       |          |          |          | 1        | 2        | 3        | 4        |
| 45       | 5        | 6        | 7        | 8        | 9        | 10       | 11       |
| 46       | 12       | 13       | 14       | 15       | 16       | 17       | 18       |
| 47       | 19       | 20       | 21       | 22       | 23       | 24       | 25       |
| 48       | 26       | 27       | 28       | 29       | 30       |          |          |

| Dezember | Dezember | Dezember | Dezember | Dezember | Dezember | Dezember | Dezember |
| Kw       | Mo       | Di       | Mi       | Do       | Fr       | Sa       | So       |
| -------- | -------- | -------- | -------- | -------- | -------- | -------- | -------- |
| 48       |          |          |          |          |          | 1        | 2        |
| 49       | 3        | 4        | 5        | 6        | 7        | 8        | 9        |
| 50       | 10       | 11       | 12       | 13       | 14       | 15       | 16       |
| 51       | 17       | 18       | 19       | 20       | 21       | 22       | 23       |
| 52       | 24       | 25       | 26       | 27       | 28       | 29       | 30       |
| 1        | 31       |          |          |          |          |          |          |

| Januar | Januar | Januar | Januar | Januar | Januar | Januar | Januar |
| Kw     | Mo     | Di     | Mi     | Do     | Fr     | Sa     | So     |
| ------ | ------ | ------ | ------ | ------ | ------ | ------ | ------ |
| 1      | 1      | 2      | 3      | 4      | 5      | 6      | 7      |
| 2      | 8      | 9      | 10     | 11     | 12     | 13     | 14     |
| 3      | 15     | 16     | 17     | 18     | 19     | 20     | 21     |
| 4      | 22     | 23     | 24     | 25     | 26     | 27     | 28     |
| 5      | 29     | 30     | 31     |        |        |        |        |

| Februar | Februar | Februar | Februar | Februar | Februar | Februar | Februar |
| Kw      | Mo      | Di      | Mi      | Do      | Fr      | Sa      | So      |
| ------- | ------- | ------- | ------- | ------- | ------- | ------- | ------- |
| 5       |         |         |         | 1       | 2       | 3       | 4       |
| 6       | 5       | 6       | 7       | 8       | 9       | 10      | 11      |
| 7       | 12      | 13      | 14      | 15      | 16      | 17      | 18      |
| 8       | 19      | 20      | 21      | 22      | 23      | 24      | 25      |
| 9       | 26      | 27      | 28      |         |         |         |         |

| März | März | März | März | März | März | März | März |
| Kw   | Mo   | Di   | Mi   | Do   | Fr   | Sa   | So   |
| ---- | ---- | ---- | ---- | ---- | ---- | ---- | ---- |
| 9    |      |      |      | 1    | 2    | 3    | 4    |
| 10   | 5    | 6    | 7    | 8    | 9    | 10   | 11   |
| 11   | 12   | 13   | 14   | 15   | 16   | 17   | 18   |
| 12   | 19   | 20   | 21   | 22   | 23   | 24   | 25   |
| 13   | 26   | 27   | 28   | 29   | 30   | 31   |      |

| April | April | April | April | April | April | April | April |
| Kw    | Mo    | Di    | Mi    | Do    | Fr    | Sa    | So    |
| ----- | ----- | ----- | ----- | ----- | ----- | ----- | ----- |
| 13    |       |       |       |       |       |       | 1     |
| 14    | 2     | 3     | 4     | 5     | 6     | 7     | 8     |
| 15    | 9     | 10    | 11    | 12    | 13    | 14    | 15    |
| 16    | 16    | 17    | 18    | 19    | 20    | 21    | 22    |
| 17    | 23    | 24    | 25    | 26    | 27    | 28    | 29    |
| 18    | 30    |       |       |       |       |       |       |

| Mai | Mai | Mai | Mai | Mai | Mai | Mai | Mai |
| Kw  | Mo  | Di  | Mi  | Do  | Fr  | Sa  | So  |
| --- | --- | --- | --- | --- | --- | --- | --- |
| 18  |     | 1   | 2   | 3   | 4   | 5   | 6   |
| 19  | 7   | 8   | 9   | 10  | 11  | 12  | 13  |
| 20  | 14  | 15  | 16  | 17  | 18  | 19  | 20  |
| 21  | 21  | 22  | 23  | 24  | 25  | 26  | 27  |
| 22  | 28  | 29  | 30  | 31  |     |     |     |

| Juni | Juni | Juni | Juni | Juni | Juni | Juni | Juni |
| Kw   | Mo   | Di   | Mi   | Do   | Fr   | Sa   | So   |
| ---- | ---- | ---- | ---- | ---- | ---- | ---- | ---- |
| 22   |      |      |      |      | 1    | 2    | 3    |
| 23   | 4    | 5    | 6    | 7    | 8    | 9    | 10   |
| 24   | 11   | 12   | 13   | 14   | 15   | 16   | 17   |
| 25   | 18   | 19   | 20   | 21   | 22   | 23   | 24   |
| 26   | 25   | 26   | 27   | 28   | 29   | 30   |      |

| Juli | Juli | Juli | Juli | Juli | Juli | Juli | Juli |
| Kw   | Mo   | Di   | Mi   | Do   | Fr   | Sa   | So   |
| ---- | ---- | ---- | ---- | ---- | ---- | ---- | ---- |
| 26   |      |      |      |      |      |      | 1    |
| 27   | 2    | 3    | 4    | 5    | 6    | 7    | 8    |
| 28   | 9    | 10   | 11   | 12   | 13   | 14   | 15   |
| 29   | 16   | 17   | 18   | 19   | 20   | 21   | 22   |
| 30   | 23   | 24   | 25   | 26   | 27   | 28   | 29   |
| 31   | 30   | 31   |      |      |      |      |      |

| August | August | August | August | August | August | August | August |
| Kw     | Mo     | Di     | Mi     | Do     | Fr     | Sa     | So     |
| ------ | ------ | ------ | ------ | ------ | ------ | ------ | ------ |
| 31     |        |        | 1      | 2      | 3      | 4      | 5      |
| 32     | 6      | 7      | 8      | 9      | 10     | 11     | 12     |
| 33     | 13     | 14     | 15     | 16     | 17     | 18     | 19     |
| 34     | 20     | 21     | 22     | 23     | 24     | 25     | 26     |
| 35     | 27     | 28     | 29     | 30     | 31     |        |        |

| September | September | September | September | September | September | September | September |
| Kw        | Mo        | Di        | Mi        | Do        | Fr        | Sa        | So        |
| --------- | --------- | --------- | --------- | --------- | --------- | --------- | --------- |
| 35        |           |           |           |           |           | 1         | 2         |
| 36        | 3         | 4         | 5         | 6         | 7         | 8         | 9         |
| 37        | 10        | 11        | 12        | 13        | 14        | 15        | 16        |
| 38        | 17        | 18        | 19        | 20        | 21        | 22        | 23        |
| 39        | 24        | 25        | 26        | 27        | 28        | 29        | 30        |

| Oktober | Oktober | Oktober | Oktober | Oktober | Oktober | Oktober | Oktober |
| Kw      | Mo      | Di      | Mi      | Do      | Fr      | Sa      | So      |
| ------- | ------- | ------- | ------- | ------- | ------- | ------- | ------- |
| 40      | 1       | 2       | 3       | 4       | 5       | 6       | 7       |
| 41      | 8       | 9       | 10      | 11      | 12      | 13      | 14      |
| 42      | 15      | 16      | 17      | 18      | 19      | 20      | 21      |
| 43      | 22      | 23      | 24      | 25      | 26      | 27      | 28      |
| 44      | 29      | 30      | 31      |         |         |         |         |

| November | November | November | November | November | November | November | November |
| Kw       | Mo       | Di       | Mi       | Do       | Fr       | Sa       | So       |
| -------- | -------- | -------- | -------- | -------- | -------- | -------- | -------- |
| 44       |          |          |          | 1        | 2        | 3        | 4        |
| 45       | 5        | 6        | 7        | 8        | 9        | 10       | 11       |
| 46       | 12       | 13       | 14       | 15       | 16       | 17       | 18       |
| 47       | 19       | 20       | 21       | 22       | 23       | 24       | 25       |
| 48       | 26       | 27       | 28       | 29       | 30       |          |          |

| Dezember | Dezember | Dezember | Dezember | Dezember | Dezember | Dezember | Dezember |
| Kw       | Mo       | Di       | Mi       | Do       | Fr       | Sa       | So       |
| -------- | -------- | -------- | -------- | -------- | -------- | -------- | -------- |
| 48       |          |          |          |          |          | 1        | 2        |
| 49       | 3        | 4        | 5        | 6        | 7        | 8        | 9        |
| 50       | 10       | 11       | 12       | 13       | 14       | 15       | 16       |
| 51       | 17       | 18       | 19       | 20       | 21       | 22       | 23       |
| 52       | 24       | 25       | 26       | 27       | 28       | 29       | 30       |
| 1        | 31       |          |          |          |          |          |          |

## Ereignisse

### Politik und Weltgeschehen

#### Belagerung von Malta
- 18. Mai: Die osmanische Flotte unter Lala Kara Mustafa Pascha und Piale Pascha erreicht Malta, lagert in der Bucht von Marsaxlokk und beginnt mit der Belagerung der Insel. Der Großmeister des Malteserordens und Befehlshaber der Verteidiger, Jean de la Valette, lässt das dortige Wasser verunreinigen.

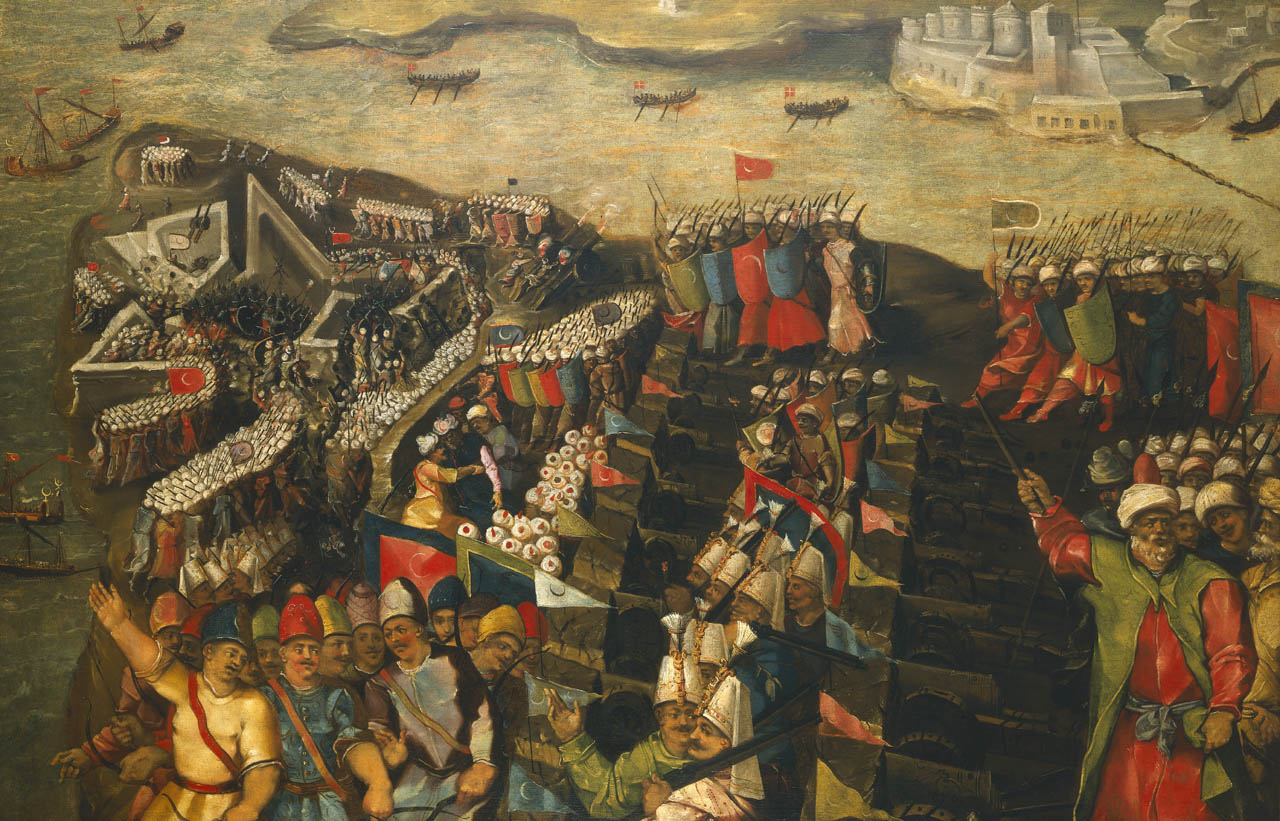
Die Eroberung von St. Elmo,
Matteo Perez d'Aleccio

- 24. Mai: Die Belagerung des Fort St. Elmo beginnt.
- 2. Juni: Turgut Reis erscheint vor Malta und unterstützt die Belagerer.
- 23. Juni: Das Fort St. Elmo wird erobert.
- 15. Juli: Die Osmanen gehen zum Sturm auf die Festung St. Michael auf Senglea über.
- 21. August: Die Belagerer unternehmen einen vergeblichen Sturmangriff auf Birgu und Senglea.
- 8. September: Die türkische Belagerung endet. Der Abzug der gesamten osmanischen Flotte dauert bis zum 12. September.

#### Weitere Ereignisse in Europa
- Februar: Die Schlacht von Affane ist eine der letzten privaten Schlachten in Irland. Sie wird in der Provinz Munster in der Grafschaft Waterford zwischen den Truppen der Fitzgeralds (Earl of Desmond) und der Butlers (Earl of Ormonde) ausgetragen. Die Schlacht endet mit einer Niederlage der Truppen von Desmond. Vor allem die Tatsache, dass beide Seiten ihre privaten Banner während der Schlacht präsentieren, ist ein Affront gegen die englische Krone. Daraufhin beordert Elisabeth I. die Anführer beider Lordschaften nach London. Während Thomas Butler (3. Earl of Ormonde) als Verwandter der Königin begnadigt wird, werden Gerald Fitzgerald und seine Brüder John und James verhaftet und im Tower of London eingesperrt. Das darauf folgende Machtvakuum in Munster führt 1569 schließlich zur ersten Desmond-Rebellion.

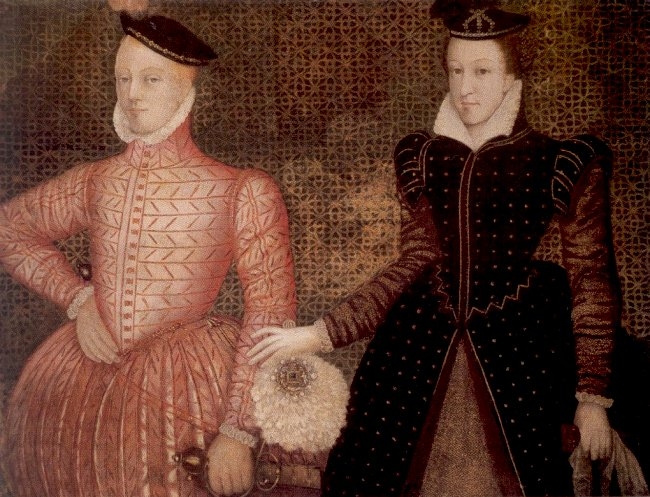
Maria Stuart und ihr Gemahl Lord Darnley

- 29. Juli: Im Edinburgher Holyrood Palace heiratet Maria Stuart ihren Cousin Henry Stuart, Lord Darnley. Der eilige Ehebund bereitet bald politische Probleme.
- Adelsbund in den Niederlanden gegen die Verschärfung der Ketzeredikte durch König Philipp II.

#### Amerika

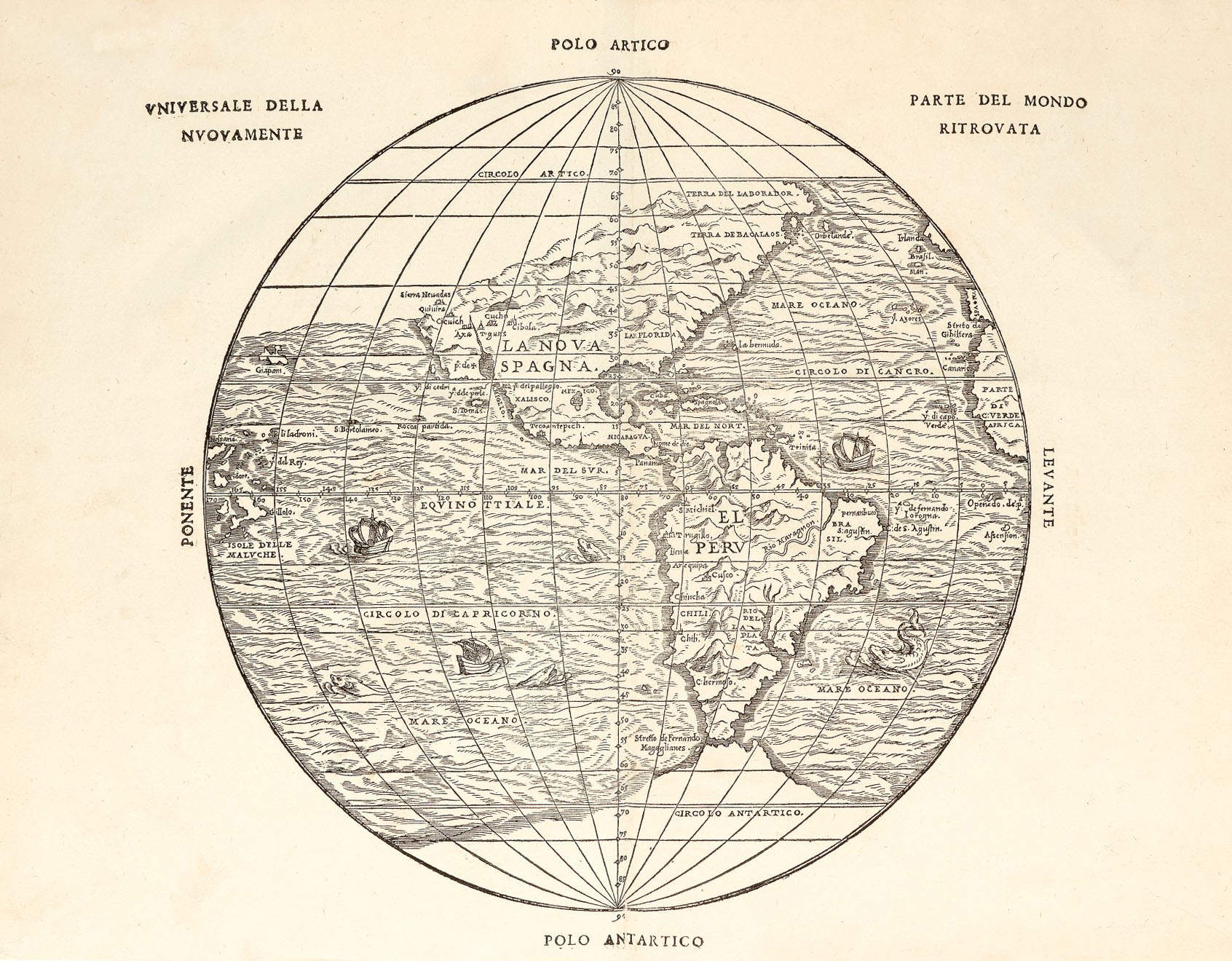
Karte von Amerika 1565

- 1. März: Der Portugiese Estácio de Sá gründet in Brasilien die Stadt São Sebastião do Rio de Janeiro und bekämpft von hier aus die französische Kolonie France Antarctique.
- Juni: Der französische Seefahrer Jean Ribault wird aus englischer Gefangenschaft entlassen und gleich nach seiner Rückkehr von Gaspard II. de Coligny wieder nach Florida geschickt. Ribault kommt Ende August mit einer großen Flotte und hunderten von Soldaten und Siedlern in Fort Caroline an und übernimmt das Kommando.
- Admiral Pedro Menéndez de Avilés wird von der spanischen Krone zum Gouverneur von Florida ernannt und erhält den Befehl, die im Vorjahr gegründete französische Hugenottenkolonie Fort Caroline von Jean Ribault zu zerstören. Er landet mit einer Expedition auf der Halbinsel und gründet am 28. August die Stadt San Agustín. Danach erobert er im September Fort Caroline und metzelt den Großteil der Bevölkerung nieder. Der Rest wird gefangen genommen, das Fort ausgelöscht. An seiner Stelle errichten die Spanier ein eigenes Fort. Jean Ribeault wird am 12. Oktober hingerichtet.

#### Pazifik
- 13. Februar: Die spanische Expeditionsflotte unter Kommandant Miguel López de Legazpi und Chefnavigator Andrés de Urdaneta, die sich auf der Suche nach den Gewürzinseln befindet, erreicht nach dreimonatiger Reise die Insel Cebu. Nach einem kurzen Kampf mit der indigenen Bevölkerung verlassen sie Cebu und segeln auf die benachbarten Inseln Leyte und Camiguin. Am 16. März treiben die Schiffe an die Küste von Bohol. Dort erhalten Legazpi und seine Mannschaft Gewürze und Gold, nachdem er die Einheimischen davon überzeugte, dass sie keine Portugiesen sind. Er schließt einen Blutsvertrag mit dem Häuptling Datu Sikatuna als Zeichen der Freundschaft zwischen den beiden Völkern. Legazpi und seine Männer segeln am 27. April nach Cebu zurück und zerstören ein Dorf, auf dessen Trümmern sie ihre ersten Siedlungen mit den Namen Villa del Santísimo Nombre de Jesús und Villa de San Miguel gründen. Dort wird kurz darauf das erste Kloster des Augustinerordens gegründet, dessen Tätigkeit für die Christianisierung der Inseln in der Zukunft eine wichtige Rolle spielen wird.
- Das Expeditionsmitglied Alonso de Arellano desertiert nach mehreren Kämpfen gegen die Einheimischen mit einem Schiff und macht sich auf den Heimweg nach Neuspanien. Legazpi sendet daraufhin Andrés de Urdaneta mit einem Schiff ebenfalls in die Heimat, um Unterstützung für die Kolonie anzufordern. Am 8. Oktober erreicht er Acapulco. Arellano, der günstigere Winde erwischt hat, ist bereits drei Monate früher in Barra de Navidad eingetroffen.

#### Indien
- 26. Januar: Die Dekkan-Sultanate besiegen das südindische Vijayanagar-Reich in der Schlacht von Talikota vernichtend, das letzte große Hindureich erlischt.

### Wirtschaft
- Die Kolonialmacht Spanien richtet einen regelmäßigen Schiffsverkehr zwischen den Philippinen und Neuspanien ein.

### Wissenschaft und Technik
- 12. August: Die Hernalser Wasserleitung nach Wien wird erstmals urkundlich erwähnt.

### Kultur

#### Bildende Kunst
- Der niederländische Renaissancemaler Pieter Bruegel der Ältere malt um 1565 im Auftrag des Kaufmanns, Bankiers und Kunstsammlers Nicolaes Jonghelinck einen Jahreszeitenzyklus mit sechs Bildern: Der düstere Tag, Die Heuernte, Die Kornernte, Die Heimkehr der Herde und Die Jäger im Schnee. Das Frühlingsbild ist verschollen.

Der düstere Tag (Vorfrühling)
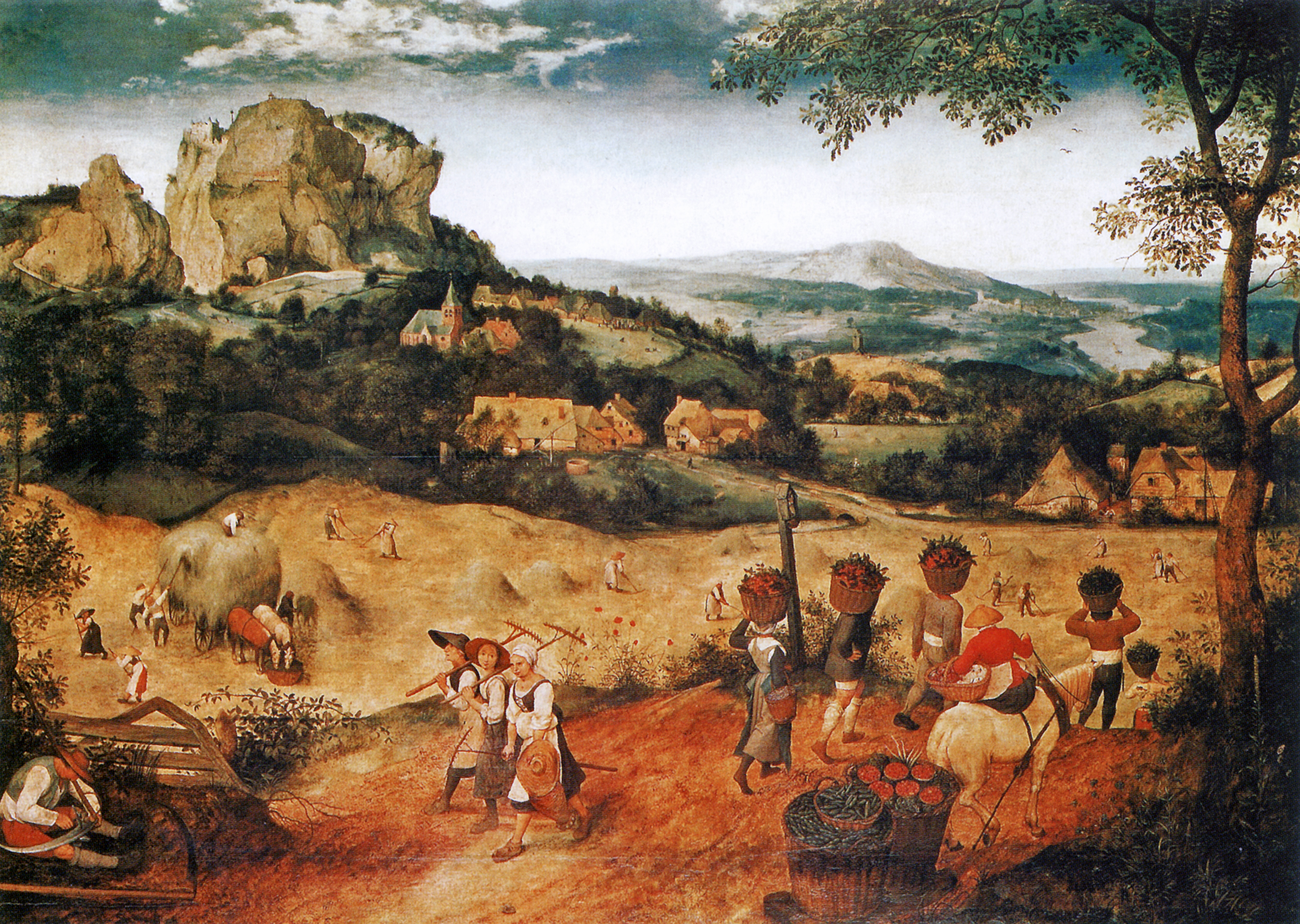
Die Heuernte (Frühsommer)
Die Kornernte (Hochsommer)
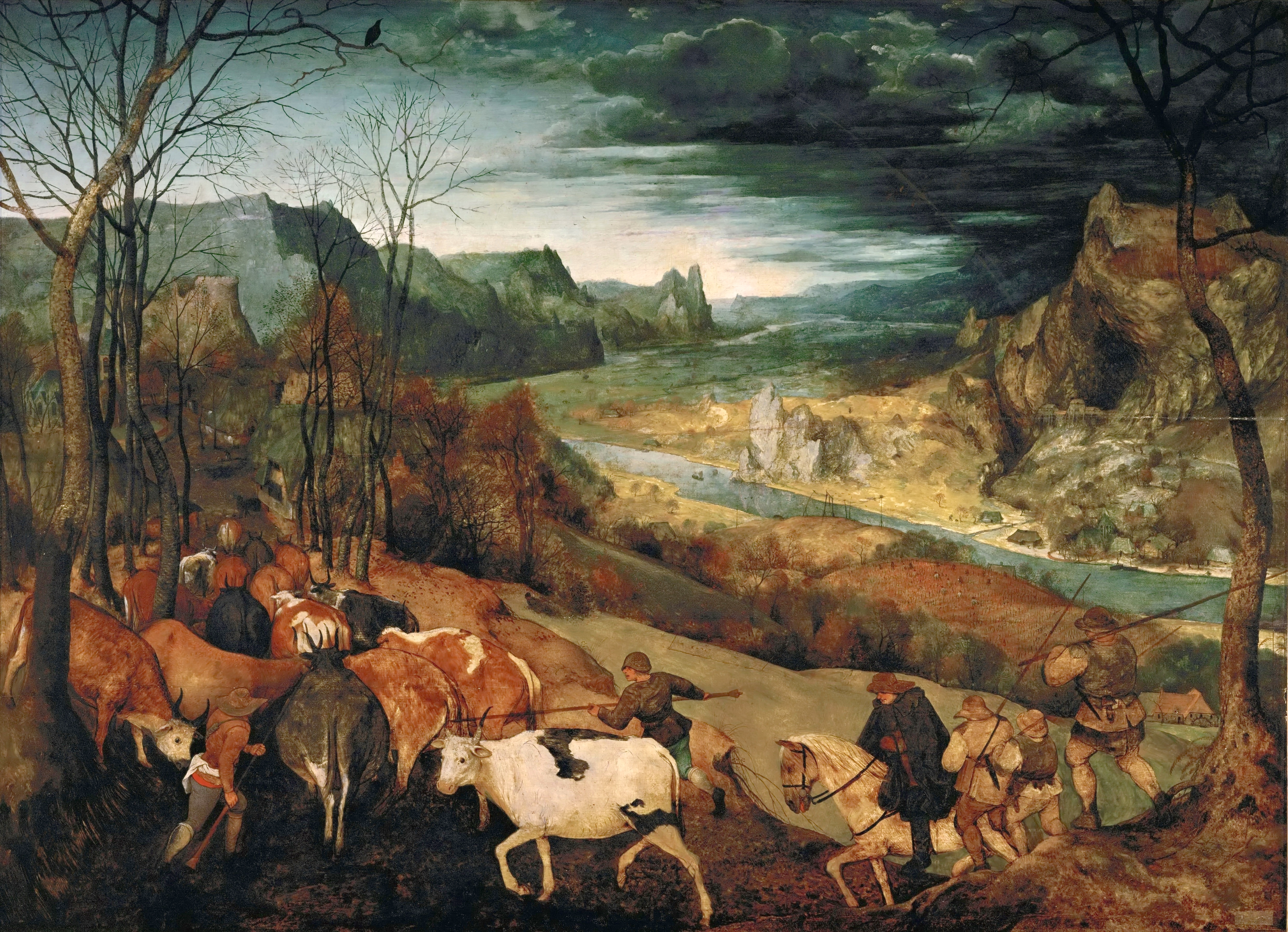
Die Heimkehr der Herde (Herbst)
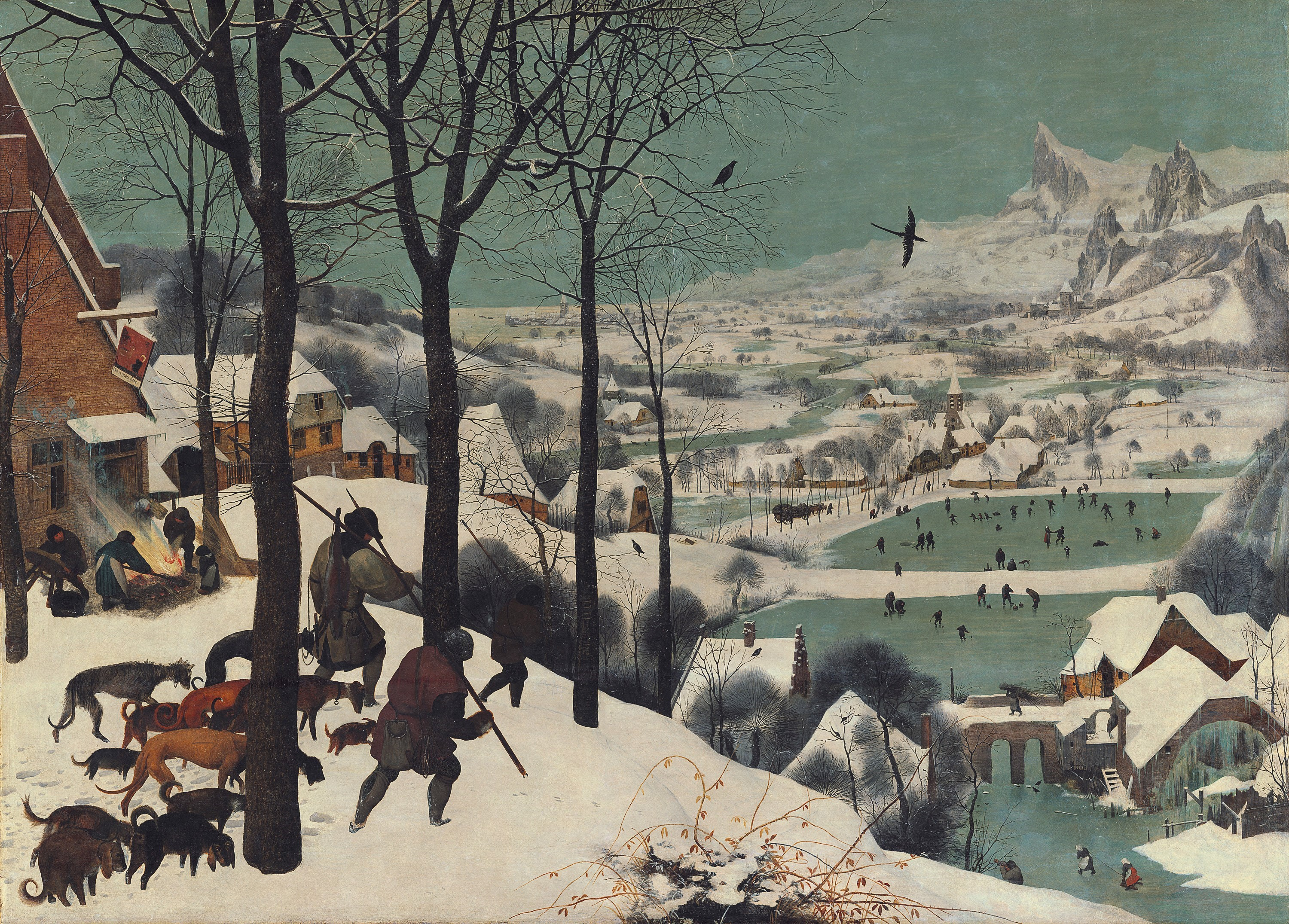
Die Jäger im Schnee (Winter)

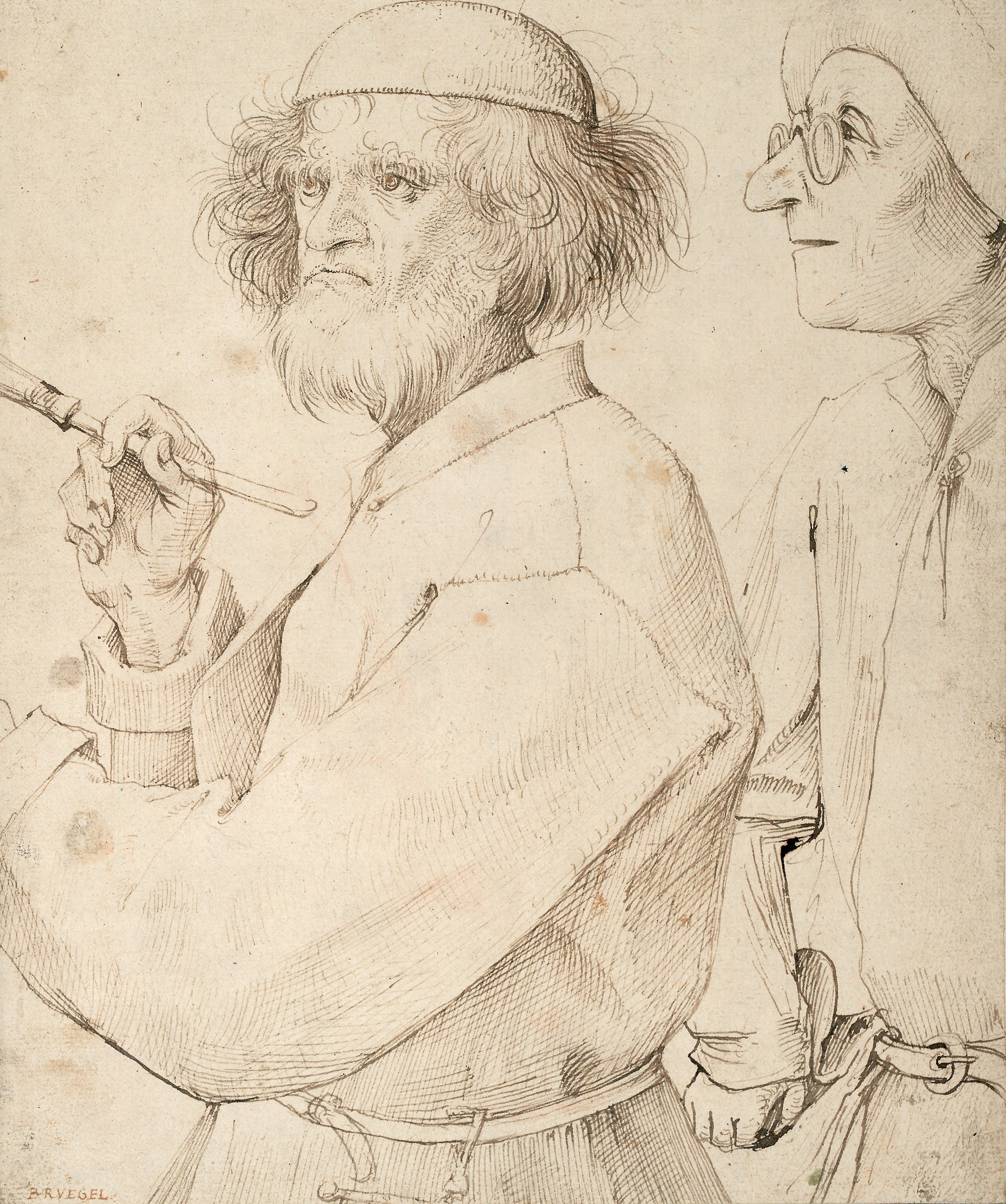
Bruegel: Maler und Käufer

- um 1565: Pieter Bruegel der Ältere fertigt die Federzeichnung Maler und Käufer.

### Religion

#### Katholische Kirche

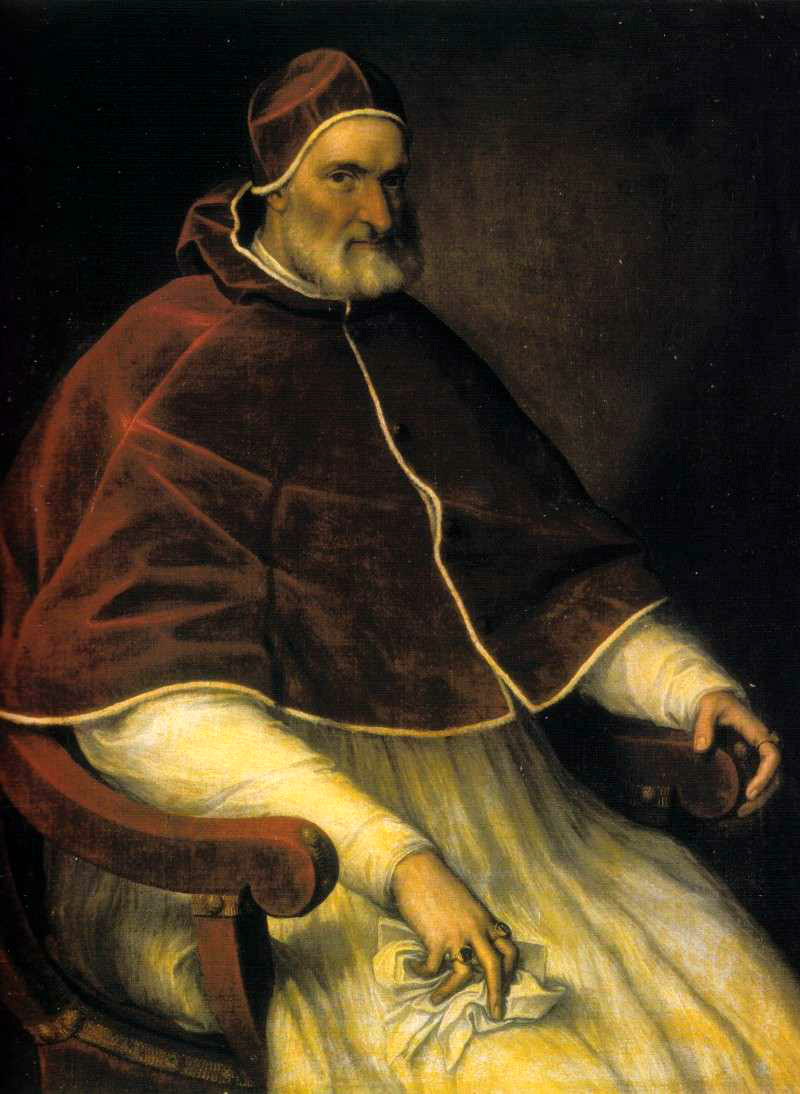
Papst Pius IV., Gemälde von Bartolomeo Passarotti

- 1. Februar: Auf Basis der Beschlüsse des Konzils von Trient wird in Rom das Päpstliche Römische Priesterseminar zur besseren Ausbildung von Seelsorgern gegründet.
- 9. Dezember: Kurz nachdem eine Verschwörung gegen ihn aufgedeckt worden ist, stirbt Papst Pius IV. in Rom.

#### Judentum

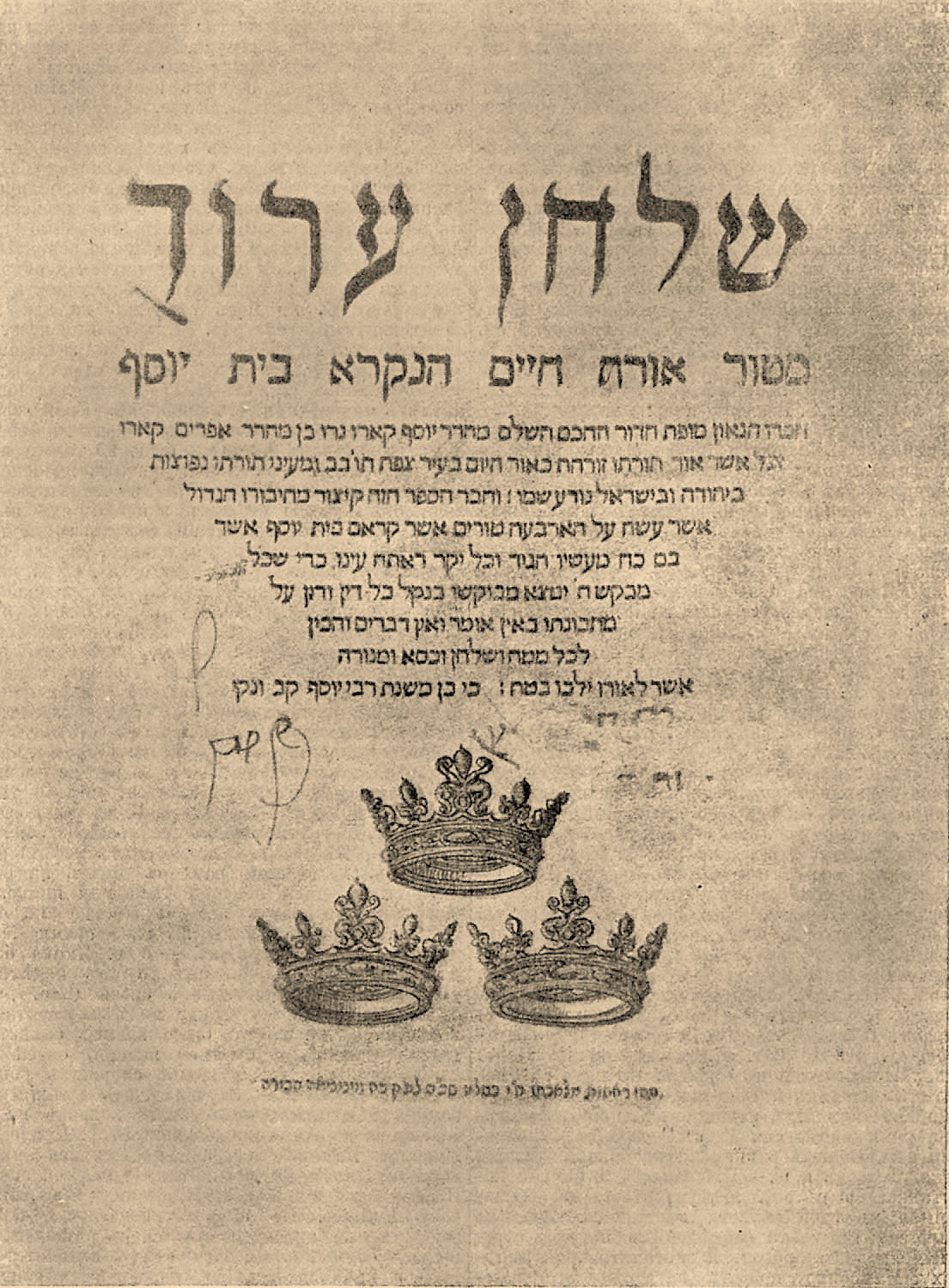
Schulchan Aruch, Erstausgabe

- Die erste Ausgabe des Schulchan Aruch, die von Josef Karo verfasste autoritative Zusammenfassung religiöser Vorschriften (Halachot) des Judentums, erscheint in Venedig.

## Geboren

### Geburtsdatum gesichert
- 18. März: Arnoldus Buchelius, niederländischer Humanist († 1641)
- 02. April: Cornelis de Houtman, niederländischer Seefahrer († 1599)
- 03. April: Anna III. zu Stolberg, 30. Äbtissin des Reichsstiftes von Quedlinburg († 1601)
- 16. April: Elizabeth Throckmorton, englische Hofdame Elisabeths I. und Ehefrau von Sir Walter Raleigh († 1647)
- 13. Mai (getauft): Michel Hospein, deutscher Humanist, Dichter und Kartograph († 1618)
- 15. Mai: Hendrick de Keyser, niederländischer Architekt und Bildhauer († 1621)
- 15. Mai: Friedrich Taubmann, deutscher humanistischer Gelehrter und Dichter († 1613)
- 02. Juni: Francesc Ribalta, spanischer Maler († 1628)
- 09. August: Ludwig II., Graf von Nassau-Weilburg († 1627)
- 16. August: Christine von Lothringen, Großherzogin der Toskana († 1636)
- 01. September: Kaspar Waser, Schweizer Theologe und Orientalist († 1625)
- 17. September: Eduard Fortunat, Markgraf von Baden († 1600)
- 26. September: Aelius Everhardus Vorstius, niederländischer Mediziner und Botaniker († 1624)
- 06. Oktober: Marie de Gournay, französische Philosophin († 1645)
- 17. Oktober: Vincentius Schmuck, deutscher lutherischer Theologe und Kirchenlieddichter († 1628)
- 22. Oktober: Benedikt Carpzov der Ältere, deutscher Professor der Rechtswissenschaften († 1624)
- 10. November: Robert Devereux, 2. Earl of Essex, englischer Adeliger und Favorit von Elisabeth I. († 1601)
- 23. November: Konoe Nobutada, japanischer Kalligraph und Regent († 1614)

### Genaues Geburtsdatum unbekannt
- Johannes Acronius, ostfriesischer Theologe († 1627)
- Daniel Chamier, französischer reformierter Theologe († 1621)

### Geboren um 1565
- Paul Miki, japanischer katholischer Missionar und Märtyrer († 1597)
- Johann Thölde, deutscher Alchemist, Salinist, Autor und Herausgeber († um 1614)

## Gestorben

### Erstes Halbjahr
- 15. Januar: Andreas von Alvensleben, deutscher Adeliger (* vor 1495)
- 19. Januar: Diego Laínez, spanischer Jesuit (* 1512)
- 21. Februar: Federico Gonzaga, Bischof von Mantua (* 1540)
- 28. Februar: Johann, Herzog von Münsterberg, Oels und Bernstadt (* 1509)
- 17. März: Alexander Alesius, deutscher Theologe und Reformator (* 1500)
- 21. März: Helena Freseken, von 1534 bis 1565 Äbtissin des Konvents des 1527 aufgehobenen Frauenstiftes Kaufungen
- 13. April: Bernardo Navagero, Kardinal der Römisch-Katholischen Kirche (* 1507)
- 05. Mai: Munjeong, Königin und Regentin des koreanischen Joseon-Reichs (* 1501)
- 14. Mai: Florian Abel, deutscher Maler und Zeichner der Renaissance
- 14. Mai: Nikolaus von Amsdorf, deutscher Reformator und Theologe zur Zeit Luthers (* 1483)
- 26. Mai: Albrecht Klever, Lübecker Ratsherr (* vor 1505)
- 26. Mai: Georg Sigmund Seld, Reichsvizekanzler des Heiligen Römischen Reiches (* 1516)
- 28. Mai: Mikołaj Radziwiłł Czarny, litauischer Adeliger, Beamter und Staatsmann (* 1515)
- 17. Juni: Ashikaga Yoshiteru, Shōgun des Ashikaga-Shogunates in Japan (* 1536)
- 19. Juni: Wolfgang Lazius, deutscher Humanist, Historiker, Kartograf und Arzt (* 1514)
- 23. Juni: Turgut Reis, osmanischer Korsar, Admiral und Bey von Tripolis
- 25. Juni: Herluf Trolle, dänischer Admiral und Seeheld (* 1516)

### Zweites Halbjahr
- 000August: Sigmund Hemmel, Komponist aus Stuttgart (* um 1520)
- 29. August: Alfonso Carafa, italienischer Geistlicher (* 1540)
- 11./20. September: Cipriano de Rore, flämischer Komponist der Renaissance (* 1515/1516)
- 13. September: Guillaume Farel, Reformator der romanischen Schweiz und Mitarbeiter Calvins (* 1489)
- 15. September: Modestinus Pistoris, deutscher Rechtsgelehrter, Stadtrichter sowie Bürgermeister von Leipzig (* 1516)
- 30. September: Matthäus Delius, deutscher Pädagoge (* 1500)
- 01. Oktober: Balthasar Raid, deutscher evangelischer Theologe und Reformator (* um 1495)
- 04. Oktober: Pietro Paolo Vergerio, italienischer lutherischer Theologe (* um 1498)
- 05. Oktober: Lodovico Ferrari, italienischer Mathematiker (* 1522)
- 06. Oktober: Johann Bocerus, deutscher Dichter und Historiker (* 1523)
- 07. Oktober: Johannes Mathesius, deutscher Pfarrer und lutherischer Reformator (* 1504)
- 12. Oktober: Jean Ribault, französischer Seefahrer und Karibik-Pirat (* 1520)
- 02. November: Mechthild von Bayern, Markgräfin von Baden (* 1532)
- 08. Dezember: Hieronymus Baumgartner, Gestalter der Reformation in Nürnberg und Bürgermeister (* 1498)
- 09. Dezember: Giovanni Angelo Medici, unter dem Namen Pius IV. Papst (* 1499)
- 12. Dezember: Johann Rantzau, „Dreier (dänischer) Könige Oberster Feldherr und Rat“ (* 1492)
- 13. Dezember: Conrad Gessner, schweizerischer Arzt, Naturforscher und Altphilologe (* 1516)
- 13. Dezember: Joachim von Neuhaus, Burggraf von Karlstein und Oberstkanzler von Böhmen (* 1526)
- 27. Dezember: Luis de Santa María Nanacacipactzin, Gouverneur von Tenochtitlan und Tlatoani der Mexica

### Genaues Todesdatum unbekannt
- Siegfried Apiarius, schweizerischer Buchdrucker, Xylograph und Stadtpfeifer (* um 1530)
- Jacquet de Berchem, franko-flämischer Komponist und Kapellmeister (* um 1505)
- Juan Bermudo, spanischer Musiktheoretiker und Komponist (* um 1510)
- Katherine Champernowne, Gouvernante und erste Hofdame am Hof der englischen Königin Elisabeth I. (* vor 1503)
- Silvestro Ganassi dal Fontego, italienischer Viola-da-Gamba- und Blockflötenspieler (* 1492)
- Benedikt Gletting, Schweizer Liedtexter weltlicher und geistlicher Lieder (* um 1500)

### Gestorben um 1565
- Matteo Bandello, italienischer Dichter (* um 1480/85)